# Art Basel
Art Basel es una feria de arte contemporáneo que tiene lugar anualmente en las ciudades de Basilea (Suiza), Miami Beach(EE. UU.), Hong Kong (China) y Paris (Francia). Participan en cada muestra galerías y profesionales del sector, con una programación paralela realizada en colaboración con la ciudad anfitriona e instituciones locales. Art Basel ofrece una plataforma para las galerías que permite el acceso a una audiencia internacional de coleccionistas, directores de museos y conservadores.
Creado en 1970 por los galeristas de Basilea Ernst Beyeler (gran coleccionista y fundador de la Fundación Beyeler en Basilea), Trudl Bruckner y Balz Hilt. Art Basel atrajo en su año inaugural a más de 16,000 visitantes que vieron obras presentadas por 90 galerías de 10 países. Participaron también treinta editores de arte. 